# Victor Verschueren
Victor Abel Verschueren (19 aprile 1893 – ...) è stato un bobbista e hockeista su ghiaccio belga, medaglia di bronzo olimpica nel bob a quattro a Chamonix-Mont-Blanc 1924.

## Biografia
Attivo negli anni venti, ha gareggiato nel ruolo di frenatore per la squadra nazionale belga.
Ha partecipato ai Giochi olimpici invernali di a Chamonix-Mont-Blanc 1924, dove conquistò la medaglia di bronzo nel bob a quattro con i compagni Charles Mulder, René Mortiaux, Paul van den Broeck e Henri Willems.
In occasione della stessa olimpiade fece inoltre parte della nazionale belga di hockey su ghiaccio che partecipò al torneo olimpico, dove la sua squadra si piazzò al settimo posto finale.

## Palmarès

### Olimpiadi
- 1 medaglia:
  - 1 bronzo (bob a quattro a Chamonix-Mont-Blanc 1924).